# Digital Research
Digital Research, Inc. (även kallat DR eller DRI; ursprungligen Intergalactic Digital Research) skapades av Dr. Gary Kildall för att sälja och utveckla hans operativsystem CP/M. Digital Research skall inte sammanblandas med Digital Equipment Corporation (DEC).